# Fußball-Europameisterschaft 2016/Portugal
Dieser Artikel behandelt die portugiesische Nationalmannschaft bei der Fußball-Europameisterschaft 2016 in Frankreich. Für Portugal war es die siebte Teilnahme. Seit 1996 hat sich Portugal immer qualifiziert oder war – wie 2004 – als Gastgeber automatisch qualifiziert. Portugal konnte erstmals den Titel gewinnen und qualifizierte sich damit für den FIFA-Konföderationen-Pokal 2017.

## Qualifikation

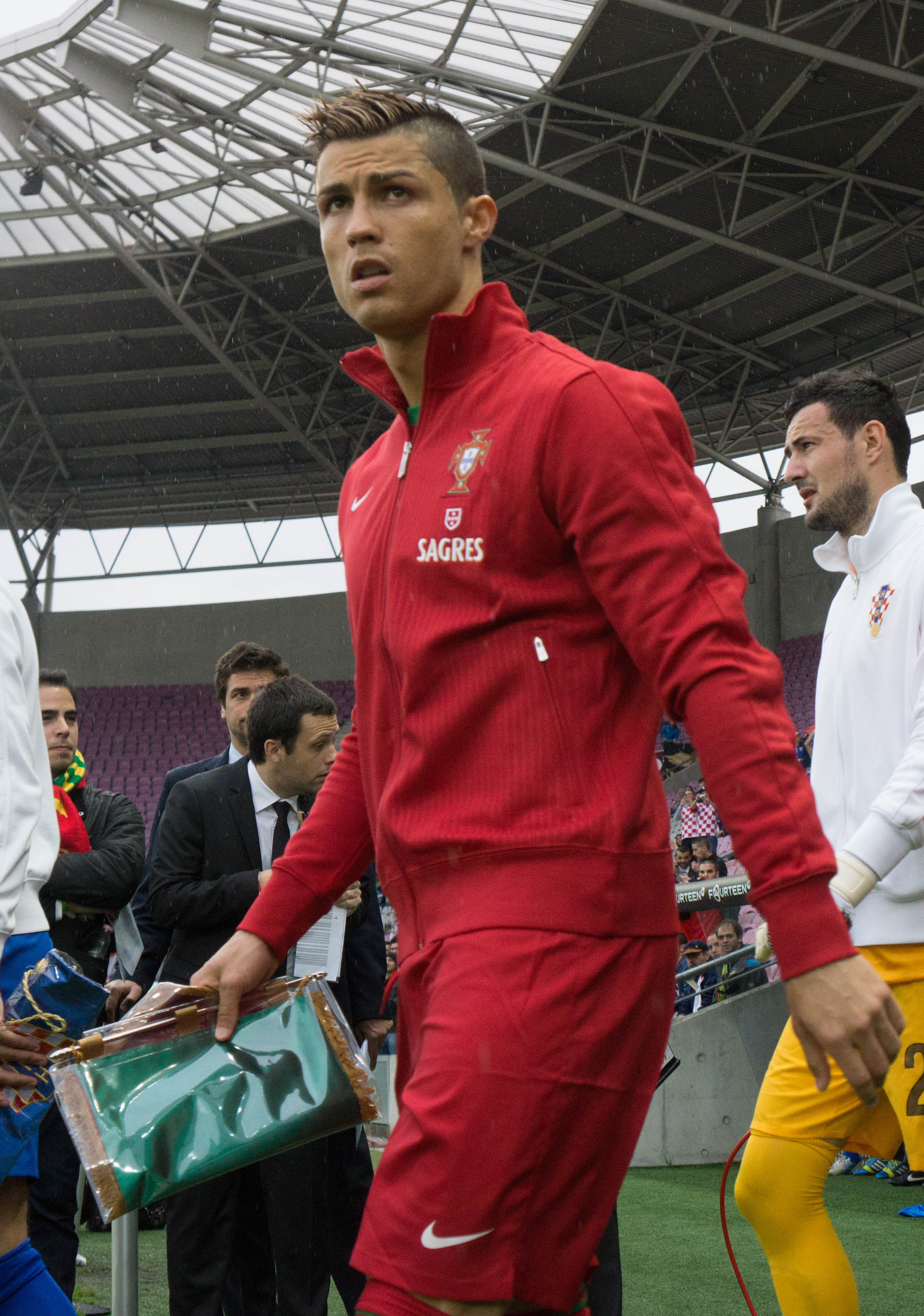
Cristiano Ronaldo war der beste Torschütze der Portugiesen in der Qualifikation.

Portugal, das bei der Weltmeisterschaft 2014 in der Gruppenphase ausgeschieden war, absolvierte die Qualifikation zur Europameisterschaft in der Gruppe I, der einzigen Fünfergruppe. Die Portugiesen begannen die Qualifikation mit Paulo Bento als Nationaltrainer. Nach der überraschenden 0:1-Heimniederlage im ersten Qualifikationsspiel gegen Albanien wurde Bento jedoch nach vier Jahren im Amt entlassen und durch Fernando Santos ersetzt, der zuletzt Griechenland bei der WM 2014 ins Achtelfinale geführt hatte. Unter Santos gewann Portugal alle restlichen Qualifikationsspiele mit jeweils einem Tor Unterschied und wurde Gruppensieger. Insgesamt wurden 33 Spieler eingesetzt, davon Nani und Rui Patrício in allen acht Spielen. Bester Torschütze war Cristiano Ronaldo mit fünf Toren in sechs Spielen. Zu ihren ersten Länderspielen kamen bereits im ersten Qualifikationsspiel André Gomes und Ricardo Horta. Ein weiteres Länderspieldebüt feierte Raphaël Guerreiro am 14. November 2014 gegen Armenien.
Neben den Qualifikationsspielen bestritt Portugal wie die anderen Gruppengegner auch zwei Freundschaftsspiele gegen den EM-Gastgeber Frankreich. Beide Spiele wurden verloren. Durch die Ergebnisse in der Qualifikation verbesserte sich Portugal in der FIFA-Weltrangliste auf den vierten Platz, nachdem man zuvor durch das schwache Abschneiden bei der Weltmeisterschaft auf Platz 11 abgerutscht war.

### Spiele
Alle Resultate aus portugiesischer Sicht.
| Datum      | Spielort                                                  | Gegner   | Ergebnis  | Torschützen                                                                                                |
| ---------- | --------------------------------------------------------- | -------- | --------- | --- |
| 07.09.2014 | Estádio Municipal de Aveiro Aveiro (PRT)                  | Albanien | 0:1 (0:0) | 0:1 Bekim Balaj (52.)                                                                                      |
| 14.10.2014 | Telia Parken, Kopenhagen (DNK)                            | Dänemark | 1:0 (0:0) | 1:0 Cristiano Ronaldo (90.+5′)                                                                             |
| 14.11.2014 | Estádio Algarve, Faro/Loulé                               | Armenien | 1:0 (0:0) | 1:0 Cristiano Ronaldo (72.)                                                                                |
| 29.03.2015 | Estádio da Luz, Lissabon                                  | Serbien  | 2:1 (0:1) | 1:0 Ricardo Carvalho (10.), 1:1 Nemanja Matić (61.), 2:1 Fábio Coentrão (63.)                              |
| 13.06.2015 | Wasken Sarkissjan Republikanisches Stadion, Jerewan (ARM) | Armenien | 3:2 (1:1) | 0:1 Marcos Pizzelli (14.), 1:1, 2:1, 3:1 Cristiano Ronaldo (29./Elfmeter, 55., 58.) 3:2 Hrajr Mkojan (72.) |
| 07.09.2015 | Elbasan Arena, Elbasan                                    | Albanien | 1:0 (0:0) | 1:0 Miguel Veloso (90.+2′)                                                                                 |
| 08.10.2015 | Estádio Municipal de Braga, Braga                         | Dänemark | 1:0 (0:0) | 1:0 João Moutinho (66.)                                                                                    |
| 11.10.2015 | Stadion Partizana, Belgrad (SRB)                          | Serbien  | 2:1 (1:0) | 1:0 Nani (5.), 1:1 Zoran Tošić (65.), 2:1 João Moutinho (78.)                                              |

### Tabelle
| Pl.                     | Land       | Sp. | S | U | N | Tore    | Diff. | Punkte |
| ----------------------- | ---------- | --- | - | - | - | ------- | ----- | ------ |
| 1.                      | Portugal   | 8   | 7 | 0 | 1 | 011:500 | +6    | 21     |
| 2.                      | Albanien 1 | 8   | 4 | 2 | 2 | 010:500 | +5    | 14     |
| 3.                      | Dänemark   | 8   | 3 | 3 | 2 | 008:500 | +3    | 12     |
| 4.                      | Serbien 1  | 8   | 2 | 1 | 5 | 008:130 | −5    | 04     |
| 5.                      | Armenien   | 8   | 0 | 2 | 6 | 005:140 | −9    | 02     |
| Stand: 11. Oktober 2015 |            |     |   |   |   |         |       |        |

### Vorbereitung
Die portugiesische Fußballnationalmannschaft bestritt sowohl während als auch nach der abgeschlossenen Qualifikation für die Europameisterschaft 2016 einige Testspiele, um sich auf die Endrunde der EM vorzubereiten. Die Spiele gegen EM-Gastgeber Frankreich hatten sich dadurch ergeben, dass die Franzosen an den Gruppenspieltagen jeweils ein Freundschaftsspiel gegen die ansonsten spielfreie Mannschaft der Fünfergruppe bestritten.
Aufgelistet sind alle Freundschaftsspiele, die zwischen dem Beginn der Qualifikation und dem Start der Endrunde stattgefunden haben oder angesetzt sind.
| Datum         | Spielort          | Gegner      | Ergebnis |
| ------------- | ----------------- | ----------- | -------- |
| 11. Okt. 2014 | Saint-Denis (FRA) | Frankreich  | 1:2      |
| 18. Nov. 2014 | Manchester (ENG)  | Argentinien | 1:0      |
| 31. März 2015 | Estoril           | Kap Verde   | 0:2      |
| 16. Juni 2015 | Lancy (SUI)       | Italien     | 1:0      |
| 4. Sep. 2015  | Lissabon          | Frankreich  | 0:1      |
| 14. Nov. 2015 | Krasnodar (RUS)   | Russland    | 0:1      |
| 17. Nov. 2015 | Luxemburg (LUX)   | Luxemburg   | 2:0      |
| 25. März 2016 | Leiria            | Bulgarien   | 0:1      |
| 29. März 2016 | Leiria            | Belgien     | 2:1      |
| 29. Mai 2016  | Porto             | Norwegen    | 3:0      |
| 2. Juni 2016  | London (ENG)      | England     | 0:1      |
| 8. Juni 2016  | Lissabon          | Estland     | 7:0      |

## Kader
Der Kader mit 23 Spielern wurde am 17. Mai 2016 benannt. Einige Spieler, darunter Fábio Coentrão, Danny und Bernardo Silva, konnten aufgrund von Verletzungen nicht in die Nationalmannschaft berufen werden. Cristiano Ronaldo war der Spieler mit den meisten Einsätzen (125) und Toren (56). Der älteste Spieler im Kader war Ricardo Carvalho mit 38 Jahren, der Jüngste war Renato Sanches mit 18 Jahren. Das Durchschnittsalter der Mannschaft lag bei 27,9 Jahren. Die Spieler kamen von 15 Vereinen aus acht Ländern (7 Ligen). Die meisten stellte Sporting Lissabon (4). Ricardo Carvalho war mit 38 Jahren der älteste nominierte Feldspieler – nur fünf  Torhüter (Gábor Király/Ungarn, Shay Given/Irland, Orges Shehi/Albanien, Roy Carroll/Nordirland und Gianluigi Buffon/Italien) waren älter.
| Trikot- Nr. | Name                   | Verein                     | Geburts- datum | Länderspiel- einsätze | Länderspiel- tore | Debüt    | Letzter Einsatz | EM-Spiele                    | Anzahl der Spiele | Tor      | Rote Karte | Gelb-Rote Karte | Gelbe Karte |
| Torhüter    | Torhüter               | Torhüter                   | Torhüter       | Torhüter              | Torhüter          | Torhüter | Torhüter        | Torhüter                     | Torhüter          | Torhüter | Torhüter   | Torhüter        | Torhüter    |
| ----------- | ---------------------- | -------------------------- | -------------- | --------------------- | ----------------- | -------- | --------------- | ---------------------------- | ----------------- | -------- | ---------- | --------------- | ----------- |
| 01          | Rui Patrício           | Sporting Lissabon (I)      | 15. Feb. 1988  | 45                    | 0                 | 2010     | 10. Juli 2016   | 5 (2012)                     | 7                 |          |            |                 | 1           |
| 12          | Anthony Lopes          | Olympique Lyon (I)         | 1. Okt. 1990   | 4                     | 0                 | 2015     | 29. Mai 2016    |                              |                   |          |            |                 |             |
| 22          | Eduardo                | Dinamo Zagreb (I (M))      | 19. Sep. 1982  | 35                    | 0                 | 2009     | 26. Juni 2014   | 0 (2012)                     |                   |          |            |                 |             |
| Abwehr      |                        |                            |                |                       |                   |          |                 |                              |                   |          |            |                 |             |
| 02          | Bruno Alves            | Fenerbahçe Istanbul (I)    | 27. Nov. 1981  | 85                    | 10                | 2007     | 6. Juli 2016    | 1 (2008), 5 (2012)           | 1                 |          |            |                 | 1           |
| 03          | Pepe                   | Real Madrid (I (C))        | 26. Feb. 1983  | 71                    | 3                 | 2007     | 10. Juli 2016   | 4 (2008), 5 (2012)           | 6                 |          |            |                 | 1           |
| 04          | José Fonte             | FC Southampton (I)         | 22. Dez. 1983  | 12                    | 0                 | 2014     | 10. Juli 2016   |                              | 4                 |          |            |                 | 1           |
| 05          | Raphaël Guerreiro      | FC Lorient 1 (I)           | 22. Dez. 1993  | 7                     | 2                 | 2014     | 10. Juli 2016   |                              | 5                 |          |            |                 | 1           |
| 06          | Ricardo Carvalho       | AS Monaco (I)              | 18. Mai 1978   | 86                    | 5                 | 2003     | 22. Juni 2016   | 5 (2004), 3 (2008)           | 3                 |          |            |                 |             |
| 11          | Vieirinha              | VfL Wolfsburg (I)          | 24. Jan. 1986  | 22                    | 1                 | 2013     | 22. Juni 2016   |                              | 3                 |          |            |                 |             |
| 19          | Eliseu                 | Benfica Lissabon (I (M))   | 1. Okt. 1983   | 16                    | 1                 | 2009     | 30. Juni 2016   |                              | 2                 |          |            |                 |             |
| 21          | Cédric                 | FC Southampton (I)         | 31. Aug. 1991  | 11                    | 0                 | 2014     | 10. Juli 2016   |                              | 4                 |          |            |                 | 1           |
| Mittelfeld  |                        |                            |                |                       |                   |          |                 |                              |                   |          |            |                 |             |
| 08          | João Moutinho          | AS Monaco I                | 8. Sep. 1986   | 84                    | 4                 | 2005     | 10. Juli 2016   | 4 (2008), 5 (2012)           | 6                 |          |            |                 |             |
| 10          | João Mário             | Sporting Lissabon (I)      | 19. Jan. 1993  | 11                    | 0                 | 2014     | 10. Juli 2016   |                              | 7                 |          |            |                 | 1           |
| 13          | Danilo Pereira         | FC Porto (I)               | 9. Sep. 1991   | 12                    | 1                 | 2015     | 6. Juli 2016    |                              | 5                 |          |            |                 |             |
| 14          | William Carvalho       | Sporting Lissabon (I)      | 7. Apr. 1992   | 20                    | 0                 | 2013     | 10. Juli 2016   |                              | 5                 |          |            |                 | 3           |
| 15          | André Gomes            | FC Valencia (I)            | 30. Juli 1993  | 7                     | 0                 | 2014     | 6. Juli 2016    |                              | 5                 |          |            |                 |             |
| 16          | Renato Sanches         | Benfica Lissabon 2 (I (M)) | 18. Aug. 1997  | 5                     | 0                 | 2016     | 10. Juli 2016   |                              | 6                 | 1        |            |                 |             |
| 23          | Adrien Silva           | Sporting Lissabon (I)      | 15. März 1989  | 9                     | 0                 | 2014     | 10. Juli 2016   |                              | 4                 |          |            |                 | 1           |
| Angriff     |                        |                            |                |                       |                   |          |                 |                              |                   |          |            |                 |             |
| 07          | Cristiano Ronaldo (CT) | Real Madrid (I (C))        | 5. Feb. 1985   | 126                   | 58                | 2003     | 10. Juli 2016   | 6 (2004), 3 (2008), 5 (2012) | 7                 | 3        |            |                 | 1           |
| 09          | Éder                   | OSC Lille (I)              | 22. Dez. 1987  | 26                    | 3                 | 2012     | 10. Juli 2016   |                              | 3                 | 1        |            |                 |             |
| 17          | Nani                   | Fenerbahçe Istanbul (I)    | 17. Nov. 1986  | 96                    | 18                | 2006     | 10. Juli 2016   | 3 (2008), 5 (2012)           | 7                 | 3        |            |                 |             |
| 18          | Rafa Silva             | Sporting Braga (I(P))      | 17. Mai 1993   | 8                     | 0                 | 2014     | 18. Juni 2016   |                              | 1                 |          |            |                 |             |
| 20          | Ricardo Quaresma       | Beşiktaş Istanbul (I (M))  | 26. Sep. 1983  | 50                    | 7                 | 2003     | 10. Juli 2016   | 2 (2008), 0 (2012)           | 7                 | 1        |            |                 | 1           |
| Trainer     |                        |                            |                |                       |                   |          |                 |                              |                   |          |            |                 |             |
|             | Fernando Santos        |                            | 10. Okt. 1954  |                       |                   | 2014     |                 | 4 (2012)                     | 7                 |          |            |                 |             |

1. ↑  In Klammern persönliche Erfolge der Saison 2015/16, CT = Torschützenkönig der UEFA Champions League
2. ↑  Ligastatus 2015/16 in Klammern, C = UEFA Champions League Sieger, M = Meister, P = Pokalsieger
3. 1 2  Stand: 8. Juni 2016
4. ↑  Stand: Vor der EM
5. 1 2  In der französischen Liga
6. ↑  Mit Griechenland

## Endrunde
Bei der am 12. Dezember 2015 stattgefundenen Auslosung der sechs Endrundengruppen war Portugal in Topf 1 gesetzt und konnte daher nicht auf Gastgeber Frankreich, Titelverteidiger Spanien oder wie 2012 und bei der WM 2014 auf Weltmeister Deutschland treffen. Portugal wurde als Gruppenkopf der Gruppe F gelost und erhielt EM-Neuling Island sowie Österreich und Ungarn zugelost. Gegen Island gab es zuvor erst zwei Spiele in der Qualifikation für die letzte EM, die beide gewonnen wurden. Ungarn war zuvor zehnmal Gegner der Portugiesen, die siebenmal gewannen und dreimal remis gegen sie spielten. Zuletzt trafen beide in der Qualifikation für die WM 2010 aufeinander und Portugal gewann beide Spiele. Gegen Österreich war die Bilanz dagegen negativ und hätte bei der EM ausgeglichen werden können, da es in zehn Spielen zwei Siege gab, bei fünf Remis und drei Niederlagen. Die letzten Spiele zwischen beiden gab es vor 20 Jahren in der Qualifikation für die EM 1996, als sich Portugal erstmals nach 1984 wieder qualifizieren konnte. Die letzte Niederlage gegen Österreich in der Qualifikation für die EM 1980, für die sich beide nicht qualifizieren konnten.
Die Portugiesen starteten mit einem 1:1 gegen Island und kamen dann gegen Österreich nur zu einem torlosen Remis, bei dem sie eine Vielzahl von Chancen nicht nutzen konnten und Cristiano Ronaldo einen Strafstoß an den Pfosten schoss. Im Spiel gegen die bereits als Achtelfinalteilnehmer feststehenden Ungarn, die alle gelb-belasteten Spieler schonten, glich Ronaldo dagegen zweimal die Führung der Ungarn aus und wurde außerdem EM-Rekordspieler. Zudem glich Nani einmal die Führung aus. Am Ende waren beide mit dem 3:3 zufrieden – die Portugiesen, weil sie als drittbester Gruppendritter das Achtelfinale erreichten, und die Ungarn, weil sie damit Gruppensieger wurden. Im Achtelfinale trafen die Portugiesen auf Kroatien, gegen das sie erstmals 1996 bei der EM gespielt und mit 3:0 gewonnen hatten.
Trainer Fernando Santos änderte seine Startelf gegenüber den Gruppenspielen in der Abwehr und im Mittelfeld mit der Absicht, die kroatischen Spielgestalter Luka Modrić und Ivan Rakitić zu neutralisieren, was weitgehend gelang, allerdings unter dem Verlust eigener Kreativität. Im Angriff setzte er weiterhin auf EM-Rekordspieler Cristiano Ronaldo und Nani, der sein 100. Länderspiel bestritt. Da sich die beiden Mannschaften weitgehend aus dem Spiel nahmen, kam es kaum zu Torchancen und die beiden Torhüter mussten keinen Arbeitsnachweis erbringen. Erst kurz vor Ende der Verlängerung kamen die Kroaten zu einer nennenswerten Chance, die aber am Pfosten endete. Der daraufhin eingeleitete Konter über Renato Sanches führte zum ersten Torschuss des Spiels von Ronaldo. Der kroatische Torhüter konnte den Schuss zwar parieren, der mitgelaufene Ricardo Quaresma staubte aber zum 1:0-Siegtreffer ab. Die Kroaten hatten danach noch eine Chance zum Ausgleich, der Schuss von Abwehrspieler Domagoj Vida ging aber knapp am Tor vorbei.
Im Viertelfinale trafen die Portugiesen auf die Polen, die in ihrem Achtelfinale die Schweiz im Elfmeterschießen ausgeschaltet hatten. Gegen Polen hatte es in zuvor zehn Spielen vier Siege und je drei Remis und Niederlagen gegeben. Den letzten portugiesischen Sieg hatte es in der Vorrunde der WM 2002 gegeben, als die Portugiesen mit 4:0 siegten, wonach beide aber anschließend die Vorrunde nicht überstanden. Die letzten beiden Begegnungen im September 2007 und Februar 2012 hatten keinen Sieger hervorgebracht (2:2 bzw. 0:0). Die Portugiesen gerieten bereits in der zweiten Minute nach einem Abwehrfehler von Rechtsverteidiger Cédric in Rückstand, der einen langen Ball auf Kamil Grosicki unterschätzte, den dieser aufnahm und dann in den Strafraum flankte, wo Robert Lewandowski vollendete. In der 33. Minute gelang aber Renato Sanches der Ausgleich, wonach beiden Mannschaften nicht mehr viel gelang, so dass es zum Elfmeterschießen kam, das die Portugiesen gewannen. 
Im Halbfinale traf Portugal auf den EM-Neuling Wales, der zuvor Belgien ausgeschaltet hatte. Gegen die Waliser hatte es zuvor nur drei Freundschaftsspiele gegeben, von denen Portugal zwei und Wales eines gewann, jeweils im heimischen Stadion. Nach einer torlosen ersten Halbzeit mit Vorteilen für die Waliser, brachte Ronaldo seine Mannschaft mit seinem neunten EM-Tor in der 50. Minute in Führung und zog damit mit dem bisherigen EM-Rekordtorschützen Michel Platini gleich. Drei Minuten später gab er die Vorlage zu Nanis 2:0. Die Waliser drängten dann zwar auf den Anschlusstreffer, waren aber im Strafraum zu harmlos und Weitschüsse von Gareth Bale konnte Torhüter Rui Patrício parieren. Damit zogen die Portugiesen zum zweiten Mal ins EM-Finale ein.
Im Finale wartete der Gastgeber Frankreich. Gegen die Franzosen hatte es in zuvor 24 Spielen fünf Siege, ein Remis und 19 Niederlagen gegeben, davon drei in Halbfinalspielen bei Welt- und Europameisterschaften. Den letzten portugiesischen Sieg hatte es 1975 gegeben als noch kein Spieler des EM-Kaders geboren war. Bereits in der achten Minute wurde Ronaldo bei einer Aktion von Payet am Knie verletzt und musste durch Quaresma ersetzt werden. In der regulären Spielzeit waren die Franzosen zwar überlegen, konnte ihre Dominanz aber nicht in Tore ummünzen. Die Portugiesen konnten dagegen kaum Torchancen herausspielen, so dass es torlos blieb und zur Verlängerung kam. In dieser übernahmen mehr und mehr die Portugiesen die Initiative und dem eingewechselten Éder gelang in der 109. Minute durch einen Weitschuss das einzige Tor der Partie. Damit gelang den Portugiesen nicht nur der erste Pflichtspielsieg gegen Frankreich, sondern auch der erste Titelgewinn außerhalb des Juniorenbereichs. Durch den Sieg über Frankreich qualifizierten sie sich zudem für den FIFA-Konföderationen-Pokal 2017. Bei ihrer Rückkehr nach Portugal wurden sie von den Fans und der politischen Führung des Landes begeistert empfangen. Aus der portugiesischen Mannschaft wurden vier Spieler für die Mannschaft des Turniers nominiert: Rui Patrício, Pepe, Raphaël Guerreiro und Cristiano Ronaldo. Durch die EM-Spiele verbesserte sich Portugal in der  FIFA-Weltrangliste um zwei Plätze und erreichte mit Platz 6 die beste Platzierung seit 2014.

### Spiele

#### Gruppenphase
| Pl. | Land       | Sp. | S | U | N | Tore    | Diff. | Punkte |
| --- | ---------- | --- | - | - | - | ------- | ----- | ------ |
| 1.  | Ungarn     | 3   | 1 | 2 | 0 | 006:400 | +2    | 05     |
| 2.  | Island     | 3   | 1 | 2 | 0 | 004:300 | +1    | 05     |
| 3.  | Portugal   | 3   | 0 | 3 | 0 | 004:400 | ±0    | 03     |
| 4.  | Österreich | 3   | 0 | 1 | 2 | 001:400 | −3    | 01     |

|                                                            |   |            |           |
| Di., 14. Juni 2016 um 21:00 Uhr in Saint-Étienne           |   |            |           |
| Portugal                                                   | – | Island     | 1:1 (1:0) |
| Sa., 18. Juni 2016 um 21:00 Uhr in Paris                   |   |            |           |
| Portugal                                                   | – | Österreich | 0:0       |
| Mi., 22. Juni 2016 um 18:00 Uhr in Décines-Charpieu (Lyon) |   |            |           |
| Ungarn                                                     | – | Portugal   | 3:3 (1:1) |

#### K.-o.-Phase
|                                                            |   |            |                      |
| Achtelfinale: Sa., 25. Juni 2016 um 21:00 Uhr in Lens      |   |            |                      |
| Kroatien                                                   | – | Portugal   | 0:1 n. V.            |
| Viertelfinale: Do. 30. Juni 2016 um 21:00 Uhr in Marseille |   |            |                      |
| Polen                                                      | – | Portugal   | 1:1 n. V., 3:5 i. E. |
| Halbfinale: Mi. 6. Juli 2016 um 21:00 Uhr in Lyon          |   |            |                      |
| Portugal                                                   | – | Wales      | 2:0 (0:0)            |
| Finale: So. 11. Juli 2016 um 21:00 Uhr in Saint-Denis      |   |            |                      |
| Portugal                                                   | – | Frankreich | 1:0 n. V.            |